# 반혜라
반혜라(1957년 12월 8일 ~ )는 대한민국의 배우다.

## 연기 활동

### 드라마
- 2004년~2005년 MBC 《왕꽃 선녀님》 ... 행패부리는 남자의 부인 역
- 2005년 KBS2 《쾌걸춘향》 ... 밤무대가수 역
- 2005년 MBC 수목드라마 《내 이름은 김삼순》 ... 삼순이네 방앗간을 인수받은 여자 역
- 2007년 SBS 드라마 스페셜 《외과의사 봉달희》 ... 나영의 어머니 역
- 2007년 MBC 월화드라마 《커피프린스 1호점》 ... 한유주 어머니 역
- 2007년 MBC 월화드라마 《이산》 ... 수랏간 상궁 역
- 2009년 KBS2 수목 미니시리즈 《파트너》 ... 찜질방 주인 역
- 2009년 KBS2 주말연속극 《솔약국집 아들들》 ... 배옥희의 친구 역
- 2010년 SBS 드라마스페셜 《산부인과》 ... 김지혜의 어머니 역
- 2010년 SBS 드라마스페셜 《나쁜 남자》 ... 요양병원 관계자 역
- 2010년 OCN 금요드라마 《신의 퀴즈》 ... 김한규 일병의 어머니 역
- 2011년 MBC 《마이 프린세스》 ... 보육원의 수녀 역
- 2011년 SBS 《신기생뎐》 ... 점보러 온 여자 역
- 2011년 MBC 주말드라마 《반짝반짝 빛나는》 ... 가정부 역
- 2011년 KBS2 월화드라마 《강력반》 ... 집주인 역
- 2011년 SBS 드라마 스페셜 《49일》
- 2011년 MBC 수목미니시리즈 《최고의 사랑》 ... 감자탕집 사장 역
- 2011년 SBS 드라마 스페셜 《시티헌터》 ... 이경희를 걱정하는 여자 역
- 2011년 SBS 주말특별기획 《여인의 향기》 ... 보육원 원장 역
- 2011년~2012년 KBS2 《오작교 형제들》 ... 공인중개사 역
- 2012년 MBC 《신들의 만찬》 ... 선착장 부근 음식점 주인 역
- 2012년 SBS 《추적자 THE CHASER》 ... 서지수에게 김장을 알려주려는 여자 역
- 2012년 MBC 《아이두 아이두》 ... 찜질방 음식점 주인 역
- 2012년 MBC 수목드라마 《아랑사또전》 ... 서씨를 알고있는 여자 역
- 2012년 SBS 드라마스페셜 《아름다운 그대에게》 ... 마트 직원 역
- 2012년 MBC 수목드라마 《보고싶다》 ... 남편을 잃은 여자 역
- 2013년 MBC 주말드라마 《금 나와라, 뚝딱!》 ... 장례식 조문객 역
- 2013년 tvN 월화드라마 《후아유》 ... 장연희의 어머니 역
- 2013년 JTBC 월화드라마 《그녀의 신화》 ... 동대문시장 가방가게 상인 역
- 2013년 tvN 금토드라마 《응답하라 1994》 ... 성나정의 결혼식 하객 역
- 2014년 JTBC 주말연속극 《12년만의 재회: 달래 된, 장국》 ... 부동산중개업자 역
- 2014년 SBS 드라마 스페셜《너희들은 포위됐다》 ... 유애연이 구급차에 실려가는걸 본 목격자 역
- 2014년 tvN 금요드라마 《꽃할배 수사대》 ... 배가 아픈 환자의 보호자 역
- 2014년 MBC 수목드라마 《운명처럼 널 사랑해》 ... 보육원 수녀 역
- 2014년 tvN 금토드라마 《연애 말고 결혼》
- 2014년~2015년 MBC 주말특별기획 《전설의 마녀》 ... 심사위원 역
- 2016년 MBC 주말연속극 《불어라 미풍아》

### 영화
- 2004년 《효자동 이발사》 ... 정보부장 아내 역
- 2006년 《연리지》 ... 혜원방 아줌마 역
- 2006년 《아파트》 ... 부녀회장 역
- 2007년 《스카우트》 ... 계원 2 역
- 2007년 《용의주도 미스 신》 ... 아파트 부녀자 역
- 2008년 《흑심모녀》 ... 시장 아줌마 역
- 2008년 《아내가 결혼했다》 ... 보호자 2 역
- 2008년 《달콤한 거짓말》 ... 세탁소 아줌마 역
- 2010년 《무법자》 ... 소영 모 역
- 2010년 《불량남녀》 ... 고객 모 역
- 2010년 《춤추는 동물원》 ... 희정 엄마 역
- 2014년 《기술자들》 ... 세미성 주인 역
- 2018년 《버닝》 ... 종수 엄마 역
- 2019년 《엑시트》 ... 둘째 숙모 역

## 경력
- 극단 가교 단원